# Monika Dannemann
Monika Dannemann (Düsseldorf, Alemania, 24 de junio de 1945 - Sussex, Reino Unido, 5 de abril de 1996) fue una patinadora y pintora alemana, además de ser la última novia del guitarrista estadounidense Jimi Hendrix.

## Patinaje artístico
En 1965 participó en los campeonatos de patinaje artístico de su país, en representación del Club Düsseldorfer, quedando en la decimosexta posición. Nunca participó en campeonatos europeos ni en mundiales.

## Hendrix y su muerte
Dannemann tuvo el primer contacto con Jimi Hendrix después de la invitación a uno de sus conciertos. Después de aquella reunión, floreció una relación. Ella más tarde revelaría que Hendrix le pidió que se casara con él y que lo habría hecho si él no hubiese decidido emprender el camino hacia la luz.
Dannemann es conocida por ser la última persona que haya visto a Jimi Hendrix vivo. Durante la mañana del 18 de septiembre de 1970, él fue encontrado muerto en el apartamento del Hotel de Samarcanda, 22 Media luna Lansdowne, Londres, donde Dannemann y Hendrix pasaron la noche juntos. La causa de la muerte fue por asfixia causada por su propio vómito, al haber mezclado pastillas para dormir (Vesperax) con alcohol. Monika Dannemann asegura en el testimonio original que Hendrix cogió nueve pastillas que le recetaba su médico para dormir, y los médicos atestiguan que el vómito fue provocado por la ingesta excesiva de alcohol. Dannemann acusó incluso que Jimi Hendrix aún estaba vivo cuando le subieron a la ambulancia, y que fue la negligencia médica causada en la ambulancia la que provocó que se ahogase con su propio vómito. Informes de la policía y ambulancia revelan que Hendrix estaba muerto cuando ellos llegaron a la escena de los hechos, la puerta de la calle del apartamento estaba abierta de par en par, y que el apartamento estaba vacío. Sin embargo los comentarios de Dannemann sobre aquella mañana eran a menudo contradictorios y confusos, variando la historia cada vez que era entrevistada.
El caso fue reexaminado por la policía británica y Dannemann nunca fue culpada por la muerte de Hendrix, aunque todo se celebró bajo una nube de sospecha por parte de otras personas cercanas a Hendrix. 
En el libro, The Final Days of Jimi Hendrix, el autor Tony Brown teoriza que Dannemann directamente o indirectamente estuvo implicada en la muerte de Jimi Hendrix. David Henderson, autor de la biografía Discúlpame Mientras Beso el Cielo: La Vida de Jimi Hendrix, dice que Dannemann esperó varias horas antes de llamar a una ambulancia, y que el conductor de la misma vio como una bufanda estaba atada fuertemente alrededor del cuello de Hendrix cuando llegó.
Otra de las novias de Hendrix, Kathy Etchingham, continuó con más sugerencias que culpaban a Dannemann.

## Después de Hendrix
Después de la muerte de Hendrix, Dannemann se vio involucrada en un romance con el guitarrista roquero alemán Uli Jon Roth (nueve años menor), anterior componente del grupo Scorpions, con quien ella colaboró en varias canciones ("We'll Burn the Sky") y diseños de cubierta de álbum y material gráfico. 
En 1995 Roth también le escribió a Dannemann el prólogo del libro sobre sus experiencias de vida y de trabajo con Hendrix, titulado El mundo interior de Jimi Hendrix. En la portada figura una fotografía de Hendrix con Dannemann en la tarde de su muerte.

## Muerte
En 1996, Monika Dannemann fue condenada por quebrantar la orden de un tribunal de apelaciones británico de no volver a acusar a Kathy Etchingham de ser "una mentirosa empedernida" cuando la acusaba de desempeñar un papel en la muerte de Jimi Hendrix. Etchingham solicitó al juez que Dannemann fuera encarcelada pero éste la puso en libertad.
Dos días más tarde Dannemann fue encontrada muerta en un Mercedes Benz lleno de humo cerca de su casa de campo en 
Seaford, en la costa  Sussex Oriental (Reino Unido), a los 50 años de edad. Su muerte fue declarada un suicidio, a pesar de que Uli Jon Roth declaró que se trataba de un caso turbio pues Dannemann había recibido numerosas amenazas de muerte tras el fallecimiento de Hendrix.